# Helene Lohmann

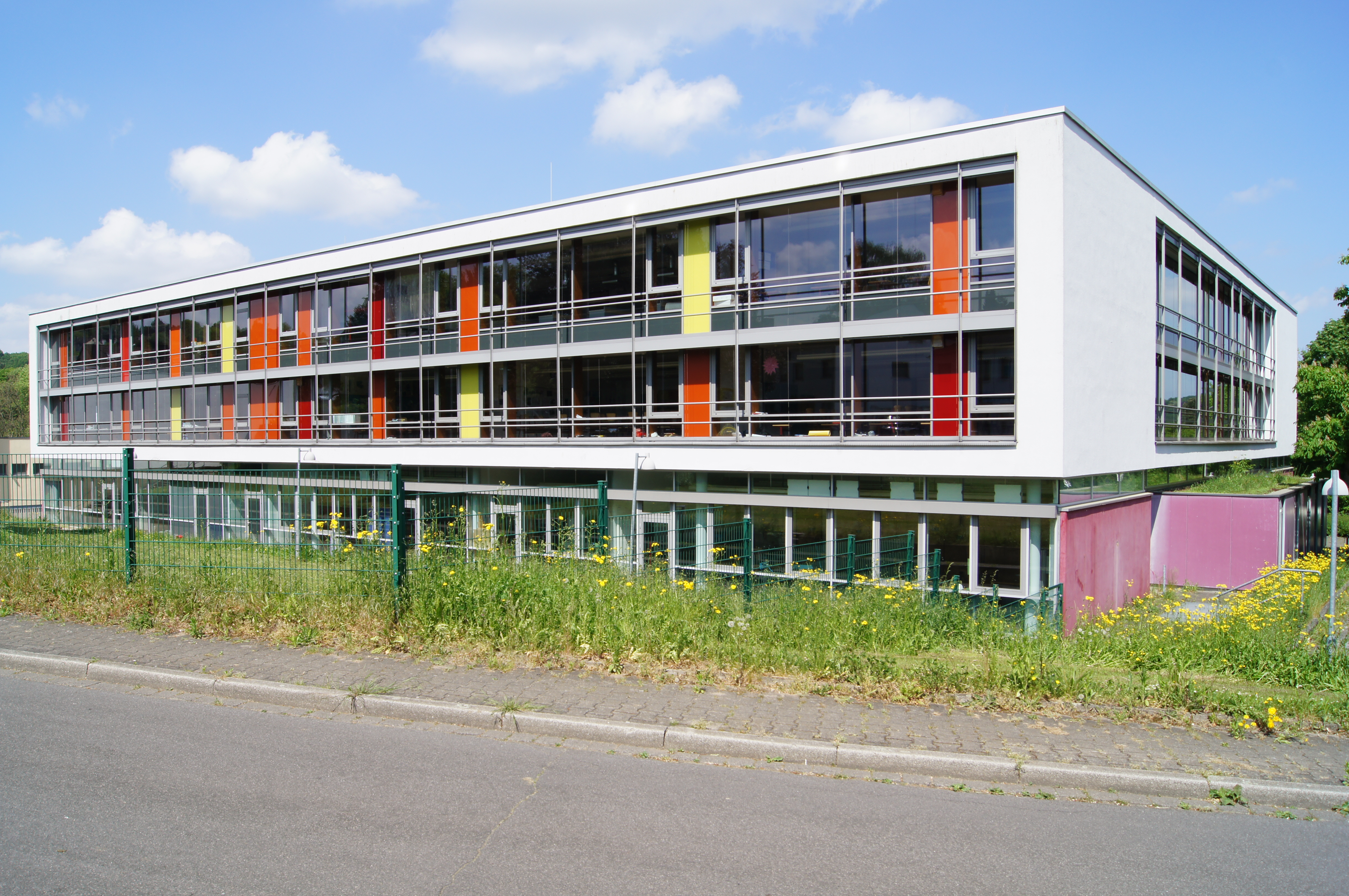
Skolan Helene-Lohmann-Realschule i Witten-Bommern (2018).

Helene Lohmann, född 1784 i Bommern, död 1866 i Witten, var en tysk affärsidkare. Hon ärvde ett stålverk efter sin make Friedrich Lohmann år 1837 och utvecklade det till ett omfattande industriimperium med andelar i 69 gruvor i Ruhr. Hon var en av få kvinnliga storindustrialister i Ruhr under regionens industrialiseringsprocess under 1800-talet. Hon uttalade sig också kvinnors rättigheter. En skola är uppkallad efter henne. 